# Grallaire de Watkins
Grallaria watkinsi
Espèce
Statut de conservation UICN

 NT  : Quasi menacé
La Grallaire de Watkins (Grallaria watkinsi) est une espèce d'oiseaux de la famille des Grallariidae.

## Répartition
Cette espèce est présente dans le Sud-Ouest de l'Équateur et dans l'extrême Nord-Ouest du Pérou. 

## Habitat
Elle vit dans la forêt semi-décidue ainsi que dans la forêt tropicale sèche décidue. On la trouve entre 600 et 1 400 m d'altitude.